# Soo Yong

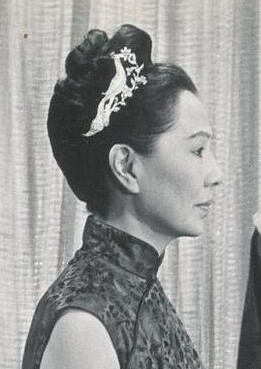
Soo Yong (1961 veröffentlicht)

Soo Yong, eigentlich Ah Hee Young (* 31. Oktober 1903 in Wailuku, Maui, Hawaii; † 29. Oktober 1984 in Honolulu) war eine chinesisch-amerikanische Schauspielerin. Wie vielen anderen asiatisch-stämmigen Schauspielerinnen blieb Soo Yong eine Karriere als Leading Lady trotz ihres Talents verwehrt, weil interessante Asiatenrollen in ihrer Zeit meist mit weißen Darstellern besetzt wurden.

## Leben und Filme
Nach einem Studium am Mid-Pacific Institute in Honolulu und an der University of Hawaii erhielt Soo Yong, die eigentlich Lehrerin werden wollte und an der University of Southern California ein Promotionsstudium begonnen hatte, 1934 ein Engagement bei der MGM, die sie mit einer Nebenrolle in dem Film „Der bunte Schleier“ debütieren ließ. Die Hauptdarsteller dieses Ehefilms nach einem Roman von William Somerset Maugham waren Greta Garbo und Herbert Marshall. 1935 folgte der Liebes- und Piratenfilm „Abenteuer im Gelben Meer“, in dem Soo Yong in einer winzigen Rolle neben Clark Gable und Jean Harlow erschien. 1936 trat sie in dem Paramount-Film „Klondike Annie“ als Dienstmädchen einer Sängerin (Mae West) auf, die mit ihrem Sex ein Dorf in Alaska aufmischt.
Der künstlerisch ambitionierteste Film, in dem Soo Yong mitwirkte, war „Die gute Erde“ (1937), ein Film nach dem gleichnamigen Roman von Pearl S. Buck, der eine der ersten Hollywoodproduktionen war, der sich um ein einfühlsames, nicht von Stereotypen geprägtes Chinesenbild bemühte. Soo Yong verkörperte in diesem Film, der unter chinesischen Bauern spielte, dessen Hauptrollen unglücklicherweise jedoch mit weißen Darstellern besetzt waren, die grausame alte, Pfeife rauchende Vorsteherin der reichen Familie, deren Sklavin die weibliche Hauptfigur, O-Lan, zunächst war. Eine größere Rolle bot sich Soo Yong erstmals in dem Abenteuerfilm „Secret of the Wastelands“ (1941), einem Film der Harry Sherman Productions Inc., einer auf Western spezialisierten Produktionsfirma, deren bedeutendstes Erzeugnis der Streifen „Santa Fe Marshal“ (1940) war. Neben William Boyd spielte Soo Yong darin die Leiterin einer Gruppe chinesischer Siedler, deren Existenz von einem landgierigen Minenbesitzer bedroht wird. 1943 trat sie in zwei Kriegsfilmen („China“ und „Night Plane from Chungking“) auf, deren Schauplatz jeweils das von der japanischen Armee besetzte China war.
Nach dem Ende des Zweiten Weltkrieges arbeitete Soo Yong für wechselnde Produktionsfirmen. Größere Rollen spielte sie in dem Actionfilm „Treffpunkt Hongkong“ (1953) und in dem Kriminalfilm „Flucht nach Hongkong“ (1956). In der Liebesschnulze „Alle Herrlichkeit auf Erde“ erschien sie nur in einer Nebenrolle, während die Hauptrolle der Halbchinesin Dr. Han Suyin mit der weißen Schauspielerin Jennifer Jones besetzt wurde.
Soo Young war seit 1941 mit dem chinesisch-amerikanischen Geschäftsmann Chun Ku Huang verheiratet, mit dem sie zunächst abwechselnd in Maine und Florida und seit den frühen 1960er Jahren auf Hawaii lebte. Soo Young trat seit den 1960er Jahren nur noch vereinzelt für Film- und Fernsehproduktionen vor der Kamera und konzentrierte sich auf ihre schriftstellerische Arbeit und Theaterauftritte. Gemeinsam rief das Ehepaar 1973 die Chun Ku and Soo Yong Huang Foundation, eine Stiftung zur Förderung der chinesischen Kultur in den USA, ins Leben.
Sie starb zwei Tage vor ihrem 81. Geburtstag in Honolulu.

## Filmografie
- 1934: Der bunte Schleier (The Painted Veil)
- 1935: Abenteuer im Gelben Meer (China Seas)
- 1936: Klondike Annie
- 1936: Mad Holiday
- 1937: Die gute Erde (The Good Earth)
- 1937: Mr. Moto und die Schmugglerbande (Think Fast, Mr. Moto)
- 1938: Die Abenteuer des Marco Polo (The Adventures of Marco Polo)
- 1941: Secret of the Wastelands
- 1943: China
- 1943: Night Plane from Chungking
- 1951: Peking-Expreß (Peking Express)
- 1952: Big Jim McLain
- 1953: Target Hong Kong
- 1955: Treffpunkt Hongkong (Soldier of Fortune)
- 1955: Alle Herrlichkeit auf Erden (Love Is a Many-Splendored Thing)
- 1955: Die linke Hand Gottes (The Left Hand of God)
- 1956: Flug nach Hongkong (Flight to Hong Kong)
- 1957: Sayonara
- 1961: Mandelaugen und Lotosblüten (Flower Drum Song)
- 1965: Erster Sieg (In Harm's Way)
- 1970: The Hawaiians
- 1971–1978: Hawaii Fünf-Null (Hawaii Five-O, Fernsehserie, 4 Folgen)
- 1981: Magnum (Magnum, P.I., Fernsehserie, Folge 2x05)